# Harvest唱片
Harvest唱片是一个隶属于國會音樂集團的英国唱片公司，起初由EMI创建，从1969年营业至今。20世纪70年代，Harvest唱片主要发行英国乐队的摇滚音乐，其中就包括平克·弗洛伊德、西德·巴雷特、羅伊·伍德和深紫的音樂。Harvest大多数發行的都是英国乐队的唱片。